# Comité Científico Humanitario de los Países Bajos
El Comité Científico Humanitario de los Países Bajos (en neerlandés: Nederlandsch Wetenschappelijk Humanitair Komitee; NWHK) fue una organización de defensa de los derechos de los homosexuales creada en 1912 en los Países Bajos. El objetivo del NHWK era la eliminación del trato distintivo tanto en cuestiones jurídicas (legalización de la homosexualidad) como sociales de los homosexuales.
El NWHK estuvo activo de 1915 a 1920 y de 1933 a 1940, editándose catorce informes anuales de su actividad. Es considerado el precursor del primer grupo del movimiento de emancipación homosexual neerlandés, la asociación COC.

## Historia
En 1919 la sección neerlandesa del Comité Científico Humanitario, creada en 1912, se independizó bajo el nombre Nederlandsch Wetenschappelijk Humanitair Komitee (NWHK). Su principal y prácticamente su único miembro fue el barón Jacob Schorer, ya que la participación de los demás cofundadores, los escritores Marie Jacobus Johannes Exler y Johannes Henri François y el médico Lucien von Römer, fue nominal. De hecho, Schorer y su casa en La Haya se convirtieron en sinónimos del NWHK. La principal actividad de Schorer fue la organización de una biblioteca, que finalmente fue confiscada por los nazis y que ha desaparecido. Otra de las actividades más importantes fue la asesoría de muchos homosexuales, tanto en persona como por correo.
Entre 1919 y 1920 funcionó una sección en Róterdam fundada por Wim Roos, que fue cerrada después de que Roos fuese amenazado con el despido, cuando su patrón se enteró a través de la policía de sus actividades.
Durante la época de Entreguerras y durante la Segunda Guerra Mundial, la sociedad de los Países Bajos era profundamente homófoba, sobre todo entre grupos católicos y protestantes y más tarde entre los nazis neerlandeses. Por ejemplo, en la década de 1920 hubo un escándalo cuando la policía asalto diversos locales en Ámsterdam en los que se reunían homosexuales o en las detenciones de personas prominentes en La Haya. Se intentó en varias ocasiones ilegalizar el NWHK, pero nunca se llevó a cabo. El NWHK se disolvió tras la invasión alemana en 1940.